# Język haseł przedmiotowych Biblioteki Narodowej
Język haseł przedmiotowych Biblioteki Narodowej (JHP BN) – język informacyjno-wyszukiwawczy o charakterze uniwersalnym stosowanym od kilkudziesięciu lat w bieżącej bibliografii narodowej, katalogach Biblioteki Narodowej oraz co najmniej kilkuset polskich bibliotekach.

## Historia języka haseł przedmiotowych Biblioteki Narodowej
Pierwszy słownik JHP BN ukazał się w 1956 r. pod tytułem Słownik tematów dla bibliografij i katalogów w układzie przedmiotowym, nazywany też Słownikiem Kossonogi.
Następne wydanie było dopiero w 1989 r. pod tytułem Słownik języka haseł przedmiotowych Biblioteki Narodowej. Kolejne wydania poprawianego i uzupełnianego słownika były w latach 1993, 1997, 2000 i 2005.
Od 1957 r. Biblioteka Narodowa zamieszcza hasła przedmiotowe we wszystkich opisach bibliograficznych rejestrowanych w bieżącej bibliografii narodowej wydawnictw zwartych Przewodniku Bibliograficznym, a od 1969 r. katalog przedmiotowy – początkowo tradycyjny, kartkowy, a następnie zautomatyzowany – stał się głównym katalogiem rzeczowym BN.
Wszystkie hasła JHP BN są objęte kontrolą kartoteki wzorcowej tworzonej stopniowo od 1995 roku. Wówczas to zawartość kartoteki kartkowej przeniesiono do systemu MAK, a następnie do zintegrowanego systemu bibliotecznego INNOPAC i rozpoczęto tworzenie wzorcowych haseł osobowych, korporatywnych, tytułowych i geograficznych. Kartoteka wzorcowa JHP BN jest od początku prowadzona w formatach typu MARC – pierwotnie w formacie własnym BN (MARCBN), następnie w USMARC, obecnie MARC21. Umożliwiło to wykorzystywanie języka w systemach bibliotecznych przystosowanych do obsługi sieci odsyłaczy w systemie informacyjno-wyszukiwawczym.
Od września 2007 r. odpowiedzialność za rozwój JHP BN przejęła Pracownia Języka Haseł Przedmiotowych Biblioteki Narodowej w Instytucie Bibliograficznym, pod kierownictwem Anny Stolarczyk.
JHP BN był projektowany i prowadzony początkowo jako język opisu książek. Począwszy od lat 90. XX w. opracowanie w JHP BN obejmowano kolejno:
- artykuły z czasopism,
- czasopisma,
- dokumenty życia społecznego (druki ulotne, statuty i regulaminy, katalogi),
- druki muzyczne,
- dokumenty elektroniczne,
- dokumenty audiowizualne,
- dokumenty kartograficzne,
- dokumenty ikonograficzne,
- stare druki,
- rękopisy.

## Jednostki leksykalne JHP BN
Tematy – są jednostkami samodzielnymi leksykalnie i składniowo, tzn. mogą samodzielnie stanowić hasło przedmiotowe.
Tematy dzielimy na:
- rzeczowe (ogólne) – wyrażane zwykle nazwą pospolitą, np. Strach, Zwierzęta, Współpraca gospodarcza, Wychowanie w rodzinie, Fiat Uno, Medal Virtuti Militari, Bitwa 1241 r. pod Legnicą itd.,
- jednostkowe
  - osobowe, np. Rej, Mikołaj (1505–1569), Biernat z Lublina (ca 1456–post1529), Katarzyna ze Sieny (św.; 1894–1941), Kennedy (rodzina), Jagiellonowie (ród) itd.,
  - korporatywne, np. Międzynarodowy Fundusz Walutowy, Związek zawodowy Hutników, Biblioteka Narodowa, Sejm, Konkurs Poetycki o Laur „Czerwonej Róży” (48 ; 2007; Gdańsk) itd.,
  - tytułowe, np. Biblia. NT, Bogurodzica, Koran itd.,
  - geograficzne, np. Polska; Francja; Azja Środkowa; Arabskie, kraje; Śląsk, Górny; Jasienica (woj. mazowieckie, pow. Wołomin); Mazurskie, Pojezierze itd.,
- formalne, np. Podręczniki, Bibliografie, Listy, Encyklopedie, Encyklopedie polskie itd.

Określniki
Określniki – są wyrażeniami niesamodzielnymi składniowo, tzn. nie mogą samodzielnie stanowić hasła przedmiotowego. Są elementem dodawanym po temacie w celu doprecyzowania kontekstu, wskazania na aspekt, ujęcie, punkt widzenia, lokalizacji przedmiotu dokumentu w czasie i przestrzeni.
Określniki dzielimy na:
- określniki rzeczowe (treściowe, ogólne),
  - ogólne – mają postać nazwy ogólnej, pospolitej, np. socjologia, etyka, zarządzanie, metody, gramatyka, gramatyka historyczna, uprawa, uprawa pod osłonami itd.,
  - jednostkowe – mają postać nazwy jednostkowej, np. Barbakan, most Syreny, ulica Marszałkowska, Podgórze itd.,
- określniki geograficzne – lokalizują przedmiot dokumentu w przestrzeni, np. nazwy części świata, nazwy państw, regionów transgranicznych, akwenów itd.,
- określniki chronologiczne – wyrażane są cyframi arabskimi i lokalizują przedmiot dokumentu w czasie, np. 19 w.; 1918–1939 r., 1944–1989 r., od 2001 r. itd.

## Struktura artykułu przedmiotowego JHP BN
Począwszy od wydania drugiego artykuły przedmiotowe JHP BN w Słowniku drukowanym otrzymują postać taką jak artykuły deskryptorowe w tezaurusach.
Używane symbole:
- NU – nie używaj (synonim lub quasi-synonim),
- U – używaj,
- TS – termin szerszy (nadrzędny),
- TW – termin węższy (podrzędny),
- TK – termin kojarzeniowy[2].